# Jayne Appel
Jayne Katherine Appel, coniugata Marinelli (Berkeley, 14 maggio 1988), è un'ex cestista statunitense, professionista nella WNBA.

## Carriera
È stata selezionata dalle San Antonio Silver Stars al primo giro del Draft WNBA 2010 (5ª scelta assoluta).
Con gli Stati Uniti ha disputato i Giochi panamericani di Rio de Janeiro 2007 e i Campionati mondiali del 2010.